# Битка при Тихвин
Битката при Тихвин през октомври-декември 1941 г. е сражение между съветски и германски войски в борбата за контрол над Ленинград (днешен Санкт Петербург) през Втората световна война.
Битката започва скоро след блокирането на града откъм сушата с опит на германската група армии „Север“ да изолира напълно защитниците чрез дълбок обход от изток, през градч Тихвин, и завършва с успешна контраофанзива на Червената армия.
В хода на съветското контранастъпление се създава възможност за обкръжаване и разгром на главните сили на германската 16-а армия, проникнали до Тихвин. Въпреки че не успяват да сторят това, съветските войски постигат две други важни цели – облекчават снабдяването на Ленинград и привличат на север голяма част от немските резерви, необходими за отразяване на съветската контраофанзива край Москва. Блокадата на Ленинград продължава до януари 1944 г.

## Германско настъпление към Тихвин
След завладяването на Естония и блокирането на Ленинград по суша от немската група армии „Север“ (командващ генерал-фелдмаршал Вилхелм фон Лееб) и от финландските войски през август-септември 1941 г. последната снабдителна линия на обсадения град минава през Ладожкото езеро. Единствената железопътна линия до югоизточната страна на езерото, която е в съветски ръце, преминава през градовете Тихвин и Волхов.
На 16 октомври 39-и моторизиран корпус и групата „Бьокман“ (впоследствие 1-ви армейски корпус) от германската 16-а армия предприемат настъпление срещу слабата съветска отбрана по десния бряг на река Волхов. Двата корпуса се състоят от четири пехотни, две танкови и две моторизирани дивизии. Задачата им е да прекъснат напълно комуникациите между Ленинград и неокупираните съветски територии като завземат Тихвин, Волхов и югоизточния бряг на Ладожкото езеро до река Свир, където са разположени съюзните финландски войски.
Германското настъпление се разгръща успешно в направление към Тихвин. Това кара Ставката на Върховното главно командване на Червената армия да прехвърли седем дивизии (шест стрелкови и една танкова) в помощ на притиснатите от немците 4-та и 52-ра армия. С подкрепленията, които получава, командващият 4-та армия генерал Всеволод Яковлев предприема на 27 октомври контраатака срещу германската 12-а танкова дивизия край Ситомля, но търпи поражение.
- Карта с териториите, завзети от германците до 10 ноември 1941 г.[7]

Между 2 и 6 ноември частите на 39-и моторизиран корпус (командван от генерал Рудолф Шмит, след 15 ноември от генерал Ханс-Юрген фон Арним) отблъскват нови съветски контраатаки и на 8-и същия месец завземат град Тихвин, прекъсвайки железопътните превози за Ленинград. По-нататъшното настъпление в този участък от фронта е спряно заради претърпените загуби, изключително студеното време и засилването на съветската съпротива. В средата на ноември германците пренасочват натиска си от изток на север, към Волхов, с цел да изтикат съветската 54-та армия (генерал Иван Федюнински) към Ладожкото езеро и да я обкръжат. Войските на Федюнински провалят този план, като отблъскват настъплението на германския 1-ви корпус. Немското настъпление секва окончателно на 25 ноември.

## Съветско контранастъпление
Подготвяйки мащабна контраофанзива срещу образувалата се 100-километрова издатина в германския фронт, към 10 ноември Ставката успява да съсредоточи близо 155 000 бойци с над 2100 оръдия и 200 танка. На този етап съветските сили превъзхождат германската групировка само по броя на войниците, в артилерия и бронирана техника немците имат лек числен превес. Тъй като много от съветските резерви са използвани за отбраната на Москва и контранастъплението при Ростов, подкрепленията за войските около Тихвин и Волхов са по-малобройни и пристигат със закъснение. Затова съветските командири в района предприемат локални офанзиви, които едва впоследствие прерастват в концентрично настъпление югоизточно, източно и северозападно от Тихвин.
- Карта на бойните действия около Ленинград до 30 декември 1941 г.[12]

Първата локална офанзива започва на 10 – 12 ноември срещу разтегнатия южен фланг на германския клин. Генерал Николай Кликов атакува с 52-ра армия немската отбрана около Малая Вишера, но на първо време няма успех. На 19 ноември, докато немците прехвърлят войски от Тихвин към Волхов, 4-та армия (вече начело с генерал Кирил Мерецков) настъпва срещу тихвинската групировка. На 3 декември преминава в контранастъпление и 54-та армия в района на Волхов и Войбокало (западно от река Волхов). Първи успех постига Мерецков. След близо три седмици интензивни боеве 18-и моторизирана и 12-а танкова дивизия на Вермахта отстъпват от Тихвин. Градът е освободен от съветските войски на 9 декември. На 11 декември Кликов успява да разбие немците при Болшая Вишера и заплашва да прекъсне пътя за отстъпление на немците от Тихвин. На 18 декември Федюнински (54-та армия) сломява немската отбрана при Войбокало.
След тези поражения германските войски отстъпват на запад. Преследвани от съветските войски, те търпят големи загуби. В 18-а моторизирана и 12-а танкова дивизия остават боеспособни по-малко от 2000 бойци, загубени са 260 от общо 320 танка. Отстъплението протича организирано, благодарение на подкрепленията, които разбитите войски получават своевременно. В края на ноември и през декември в помощ на 1-ви армейски и 39-и моторизиран корпус са изпратени общо осем дивизии, прехвърлени от окупирана Франция и от резерва на група армии „Център“. (Сред тях е т. нар. „Синя дивизия“, съставена от испански доброволци). С тези сили германците дават отпор на съветския Волховски фронт (образуван на 17 декември в състав 4-та, 52-ра и още две армии от резерва на Ставката). Директивата на съветското командване за общо настъпление на Волховския и Ленинградския фронт за разгром на германските войски, блокиращи по суша Ленинград, остава неизпълнена. В последните дни на 1941 г. фронтовата линия се стабилизира по течението на река Волхов и северно от град Кириши.